# ناحیه تسابیت
ناحیه تسابیت (به عربی: دائرة تسابیت) یک ناحیه در الجزایر است که در استان ادرار واقع شده‌است.

## خصوصیات
ناحیه تسابیت ۱۷٬۲۰۷ نفر جمعیت دارد.